# Giuseppe Ricuperati
Giuseppe Ricuperati (Isernia, 22 agosto 1936) è uno storico italiano.

## Biografia
Si è laureato all'università di Torino  nel 1960 con Franco Venturi.
Nel 1970 ha pubblicato L'esperienza civile e religiosa di Pietro Giannone (Milano-Napoli, Ricciardi), seguito, nell'anno successivo, dal volume P. Giannone - Opere, a cura di Sergio Bertelli e Giuseppe Ricuperati (I vol. della collana "Illuministi italiani").
Assistente ordinario nel 1970, libero docente in Storia moderna, ha vinto il concorso di Storia moderna nel 1974 (prima sede Università di Trieste, poi Torino). È stato direttore dell'Istituto di storia dell'università di Torino dal 1976 al 1979 e presidente dell'IRRSAE Piemonte dal 1981 al 1983. È professore emerito presso l'Università di Torino.
Dal 1980 al 1995 è stato condirettore di Studi storici (1980-1995), e condirettore e poi direttore responsabile della Rivista storica italiana.
Dal 1984 è socio della Deputazione subalpina di storia patria. Dal 1987 è socio nazionale dell'Accademia delle Scienze di Torino (di cui era socio corrispondente già al 1979). Dal 1994 è membro del Comitato scientifico della Fondazione Luigi Einaudi di Torino. Dal 1996 al 2002 è stato presidente della Società Italiana di Studi sul Secolo Diciottesimo (SISSD). È socio corrispondente dell'Accademia nazionale dei Lincei. 

## Opere

### Libri
- L'esperienza civile e religiosa di Pietro Giannone, Milano-Napoli, Ricciardi, 1970 (nuova ed. aggiornata Brescia, Morcelliana, 2017)
- La stampa italiana dal Cinquecento all'Ottocento, Roma-Bari, Laterza, 1976 con Valerio Castronovo e Carlo Capra
- La scuola in Italia dalla legge Casati a oggi (1976) con Giorgio Canestri
- Clio e il centauro Chirone: interventi sull'insegnamento della storia, Milano, Bruno Mondadori, 1989
- "I volti della pubblica felicità. Storiografia e politica nel Piemonte settecentesco", Torino, Meynier, 1989
- Corso di storia,  3 volumi (con Rinaldo Comba e Massimo Luigi Salvadori), Torino, Loescher, 1990.
- "Le avventure di uno «stato ben amministrato». Rappresentazione e realtà nello spazio sabaudo tra Ancien Régime e Rivoluzione", Torino, Giappichelli, 1994
- Lo Stato sabaudo nel Settecento. Dal trionfo delle burocrazie alla crisi dell'antico regime, Torino, Utet, 2001
- La città terrena di Pietro Giannone. Un itinerario tra "Crisi della coscienza europea" e illuminismo radicale, Firenze, Olschki, 2001
- Nella costellazione del Triregno: testi e contesti giannoniani, San Marco in Lamis, Quaderni del Sud edizioni, 2004
- Apologia di un mestiere difficile. Problemi, insegnamenti e responsabilità della storia, Roma, Laterza, 2005
- Frontiere e limiti della ragione. Dalla crisi della coscienza europea all'Illuminismo 2006
- Un laboratorio cosmopolitico. Illuminismo e storia a Torino nel Novecento, Napoli, Esi, 2011
- Storia della scuola in Italia, Brescia, La Scuola, 2015

### Curatele
- Illuministi italiani. Opere di Pietro Giannone, MIlano-Napoli, Ricciardi, 1971 (con Sergio Bertelli)
- Storia di Torino. Vol III. Dalla dominazione francese alla ricomposizione dello Stato, 1536-1630, Torino, Einaudi, 1998 (http://www.museotorino.it/resources/pdf/books/97/files/assets/downloads/Storia_di_Torino_Dalla_preistoria_al_comune_medievale_vol3.pdf[collegamento interrotto])
- La reinvenzione dei lumi: percorsi storiografici del Novecento, 2000
- Storia di Torino. Vol IV La città fra crisi e ripresa, 1630-1730, Torino, Einaudi,  2002 (http://www.museotorino.it/resources/pdf/books/98/files/assets/downloads/Storia_di_Torino_Dalla_preistoria_al_comune_medievale_vol4.pdf[collegamento interrotto])
- Storia di Torino. Vol V Dalla città razionale alla crisi dello stato d'antico regime, 1730-1798 Torino, Einaudi, 2002 (http://www.museotorino.it/resources/pdf/books/99/files/assets/downloads/Storia_di_Torino_Dalla_preistoria_al_comune_medievale_vol5.pdf[collegamento interrotto])

### Fonti
- http://www.accademiadellescienze.it/soci/giuseppe-ricuperati[collegamento interrotto]
- Giuseppe Ricuperati, su astilibri.it. URL consultato il 17 settembre 2022 (archiviato dall'url originale il 4 marzo 2016).
- http://www.ilgiannone.it/giacontent.asp?idx=8[collegamento interrotto]